# Здравље у Финској
Главни узроци смрти у Финској су кардиоваскуларне болести, малигни тумори, деменција и Алцхајмерова болест, респираторне болести, болести повезане са алкохолом и случајно тровање алкохолом. У 2010. години водећи узроци смрти међу мушкарцима старости од 15 до 64 године били су смрти узроковане алкохолом, исхемијска болест срца, несреће, самоубиства, рак плућа и цеброваскуларне болести. Међу женама водећи узроци били су рак дојке, смрти узроковане алкохолом, несреће, самоубиства, исхемијска болест срца и рак плућа.

## Здравствени систем
Финска је позната по висококвалитетној здравственој заштити. Јавне здравствене услуге доступне су свима који живе у земљи. Финска има и јавне здравствене и приватне здравствене услуге. Финско Министарство за социјална питања и здравље подржава добробит људи у Финској путем социјалних и здравствених услуга и осигуравањем сигурности прихода. Локална управа и општине имају одговорност да организују добре социјалне и здравствене услуге за становнике.
Финска здравствена заштита се фокусира на превенцију болести и промоцију здравља. Примарна здравствена заштита обухвата превентивни систем здравствене заштите за различите старосне групе: здравствену заштиту мајке за труднице, здравствену заштиту новорођенчета и детета до школског узраста. Школска здравствена заштита је за децу школског узраста, а здравствена заштита студената за младе и младе студенте. У Финској је законом прописано да послодавци својим радницима нуде услуге здравствене заштите. Организована и свеобухватна превенција болести и систем промоције здравља један је од кључних фактора за добро функционисање система, а здравствени резултати су добри.
Финска има висококвалитетну специјализовану медицинску негу, која се обично пружа у болницама. Најзахтевније лечење пружа се у болничким окрузима и постоји пет подручја која обухватају, а то су Универзитетске болнице Хелсинкија, Туркуа, Тампереа, Оулуа и Куопија. Сваки здравствени радник је или лиценцирани стручњак или стручњак са заштићеним звањем. То значи да индивидуални здравствени радник има лиценцу за рад због завршетка програма обуке у складу са релевантним законима и уредбама.

## Здравствено стање
Нова мера очекиваног људског капитала израчуната за 195 земаља од 1990. до 2016. године и дефинисана за сваку рођену кохорту као очекиване године живота од 20 до 64 године и прилагођена за образовна достигнућа, квалитет учења или образовања и функционални здравствени статус, објавила је Ланцет у септембру 2018. Финска је имала највиши ниво очекиваног људског капитала: 28·4 очекиваних година у здравству, образовању и учењу живело је између 20 и 64 године.

### Конзумирање алкохола
Укупна годишња потрошња алкохола порасла је са 7,6 литара (1985.) на 10,0 литара 100% алкохолног еквивалента по глави становника у 2010. години. Последњих година дошло је до малог смањења конзумирања алкохола. Конзумација алкохола је највећа у северној Финској са 10,9 литара, а најмања на Аландским острвима са 5,7 литара по особи. Иако је потрошња просечна у односу на друге западне земље, опијање посебно код тинејџера и опијање остало је карактеристика финских навика пијења. Финска има национални програм за алкохол за смањење дугорочних ефеката конзумирања алкохола . Светска здравствена организација објавила је листу земаља по конзумирању алкохола .

### Стопе пушења
Пушење међу одраслим особама показало је значајан пад у последњих тридесет година у већини земаља ОЕЦД-а. Велики део овог пада такође у Финској може се приписати политикама које имају за циљ смањење потрошње дувана путем кампања подизања свести јавности, забрана рекламирања и повећаног опорезивања. Пушење у Финској је смањено, и сада је стопа пушења међу одраслима у Финској у 2009. години износила 18,6%, што је ниже од просека ОЕЦД-а од 22,3%.

### Употреба дрога
Употреба дрога није велики јавноздравствени проблем у Финској. Најчешће коришћена дрога је канабис . Према студији из 2008. године, проценат популације од 15 до 69 година која је у неком тренутку свог живота пробала канабис износи 13%; 3% становништва је користило канабис у претходних 12 месеци.

### Гојазност
Прекомерна тежина и гојазност су уобичајени у Финској. Половина одраслих је претешка, а свака пета одрасла особа је гојазна. Тежина код мушкараца је порасла од 1970-их, код жена од 1980-их. Међу нордијским земљама Финска се налази на највишем месту у проценту одраслих који имају вишак килограма. У поређењу са другим европским земљама, Финска је нешто изнад просека, али је прекомерна тежина и даље чешћа у Јужној Европи и Великој Британији. Прекомерна тежина међу децом и адолесцентима је такође постала широко распрострањена. Број гојазних од 12 до 18 година скоро се утростручио у последње четири деценије. 10% дечака и 15% девојчица у предшколским установама имало је прекомерну тежину у праћењу од 2007. до 2009.

### Заразне болести
ХИВ/СИДА није главни проблем јавног здравља у Финској. Преваленција међу одраслим становништвом у 2009. години износила је 0,1%. ХИВ/СИДА у Европи је много чешћи него у Финској, а земље које су у непосредној близини Финске имају много веће стопе преваленције, због повећаног броја путовања, стопа ХИВ/АИДС-а у Финској може порасти. Имао је најнижу стопу смртности од заразних болести у Европи (9 на 100.000) 2015.

### Незаразне болести
Најзначајнији јавноздравствени проблеми су тренутно болести циркулације, рак, болести мишићно-коштаног система и проблеми менталног здравља. Проблеми који се појављују су гојазност, хроничне болести плућа и дијабетес типа 2. 300 000 Финаца има дијагнозу дијабетеса. Отприлике 200 000 несвесно пати од дијабетеса типа 2, а много више њих има предијабетес. Процењује се да ће се број људи са дијабетесом удвостручити за 10 година. Већина инциденција се може спречити здравим стиловима живота, односно довољним нивоом физичке активности, нормалне телесне тежине и здраве исхране.
Главни узроци смрти у Финској су кардиоваскуларне болести, малигни тумори, деменција и Алцхајмерова болест, респираторне болести, болести повезане са алкохолом и случајно тровање алкохолом. У 2010. години водећи узроци смрти међу мушкарцима старости од 15 до 64 године били су смрти узроковане алкохолом, исхемијска болест срца, несреће, самоубиства, рак плућа и цеброваскуларне болести. Међу женама водећи узроци били су рак дојке, смрти узроковане алкохолом, несреће, самоубиства, исхемијска болест срца и рак плућа.

### Ментално здравље
Смртност од самоубистава у Финској је генерално била једна од највиших у Европи, али је смањена на 18 на 100 000 становника 2005. Један од разлога за то може бити велики национални пројекат превенције самоубистава који је спроведен између 1986. и 1996. године Светска здравствена организација саставила је листу земаља по стопи самоубистава . У Финској постоји висок ниво образовања радника за ментално здравље и спроведено је неколико ефикасних програма менталног здравља унутар ризичних група.

## Циљеви одрживог развоја СДГ3

### Смртности мајки
Један од циљева 3. циља одрживог развоја је смањење глобалне стопе смртности мајки на мање од 70 на 100 000 живорођених до 2030. године.
Финска је једна од земаља која је постигла најнижи коефицијент смртности мајки. После 2010. године само 3 мајке умиру на сваких 100.000 порођаја.

### Смртност деце и новорођенчади
Предложени циљ СДГ за циљ има окончање до 2030. године смрти новорођенчади и деце млађе од 5 година које се може спречити, при чему све земље имају за циљ да смање неонатални морталитет на најмање 12 смртних случајева на 1.000 живорођених и смртност испод 5 година на најмање чак 25 умрлих на 1.000 живорођених.
У Финској је морталитет млађих од 5 година био 6,6 умрлих на 1.000 живорођених 1990. године и 2,2 у 2019. години, а млађи од 1 године био је 5,6 умрлих на 1.000 живорођених 1990. године и 1,8 у 2019.
|         | 1990 | 2019 |
| ------- | ---- | ---- |
| Ундер-5 | 6.6  | 2.2  |
| Ундер-1 | 5.6  | 1.8  |

Очекивани животни век при рођењу био је 82 у Финској 2019. Међу мушкарцима је очекивани животни век био 79, а међу женама 85.
Због дугог очекиваног животног века при рођењу и ниске стопе смртности мајки и деце млађе од 5 година, поштено је рећи да је систем здравствене заштите ефикасан у Финској.

## Програм вакцинације у Финској
У Финској постоји национални програм вакцинације, који је веома свеобухватан. Дечије амбуланте, школске здравствене установе и локални домови здравља нуде бесплатно вакцинацију против 12 различитих болести за свако дете. ХПВ вакцине су даване прво за девојчице, али од 2020. ХПВ вакцине се нуде и за дечаке. За одрасле, програм вакцинације препоручује давање додатних доза против тетануса и дифтерије према утврђеном распореду, а друге вакцине се појачавају ако је потребно. Бесплатне вакцине против грипа нуде се сваке године за угрожене групе и друге ризичне групе. Добро организован програм вакцинације и добра покривеност становништва вакцинама су један од значајних фактора смањења тешких и заразних болести у Финској.